# Bećarac
Bećarac je oblik narodne pjesme porijeklom iz ruralne Slavonije, odakle se njegova popularnost proširila do južne Mađarske i diljem Vojvodine. U obliku je dvostih koji se sastoji od dva deseterca čije se zadnje riječi rimuju. U studenom 2011. UNESCO je upisao bećarac u svoj popis nematerijalne kulturne baštine čovječanstva.

## Opis
Svi bećarci imaju istu melodiju od 24 takta i pjevaju se uzastopno. Glavni pjevač pjeva prvi stih, a slušatelji ga ponavljaju uz melodijsku varijaciju. Drugi stih je humoristična antiteza prvom i obično završava smijehom pratećih pjevača. Trajanje izvedbe ovisi o energiji i kreativnosti glavnog pjevača koji mora posjedovati snažan glas i širok repertoar starih, ali i novih kitica, kao i sposobnost njihova kombiniranja.
Tematski, bećarci su humoristične, satirične i često vrlo lascivne pjesme čija je svrha nasmijati i vrlo su popularni na manje formalnim proslavama. Danas su muškarci i žene podjednako zastupljeni kao nositelji ove tradicije. Bećarac je rasprostranjen širom istočne Hrvatske gdje je živa baština, iznimno živopisna i dinamična, koja se ponovno oživljava u svakoj novoj izvedbi.
Postoji i hercegovački bećarac za kojeg ne važi gore navedeno. On je malo drugačiji i nije mu svrha nasmijati slušatelje već ih zabaviti. To je vrlo zahtjevna pjesma za izvođače iako se to ne čini tako slušatelju. Bećarac je u Hercegovini tradicija koja se prenosi s koljena na koljeno i očuvala se do današnjih dana.
U Pleternici je otvoren Muzej bećarca 2023. godine.

## Vanjske poveznice
|  | Wikicitati imaju zbirke citata o temi Bećarac |

- video primjer na UNESCO-ovim stranicama